# Металург-2 (Донецьк)
Футбольний клуб «Металург-2» — український футбольний клуб з міста Донецька. Фарм-клуб донецького «Металурга».

## Всі сезони в незалежній Україні
| Сезон   | Чемпіонат     | Чемпіонат | Чемпіонат | Чемпіонат | Чемпіонат | Чемпіонат | Чемпіонат | Чемпіонат | Кубок        | Кубок | Кубок | Кубок | Кубок | Кубок | Кубок | Примітка                                           |
| Сезон   | Ліга          | Місце     | І         | В         | Н         | П         | М         | О         | Етап         | І     | В     | Н     | П     | М     | О     | Примітка                                           |
| ------- | ------------- | --------- | --------- | --------- | --------- | --------- | --------- | --------- | ------------ | ----- | ----- | ----- | ----- | ----- | ----- | -------------------------------------------------- |
| 1997/98 | Друга Група В | 10 з 17   | 30        | 10        | 6         | 14        | 38−42     | 36        | 1/128 фіналу | 1     | 0     | 0     | 1     | 2−3   | 0     | знявся із змагань до початку наступного чемпіонату |
| 2001/02 | Друга Група В | 3 з 18    | 34        | 19        | 9         | 6         | 60−36     | 66        | —            | —     | —     | —     | —     | —     | —     |                                                    |
| 2002/03 | Друга Група В | 6 з 15    | 28        | 13        | 4         | 11        | 37−38     | 43        | —            | —     | —     | —     | —     | —     | —     |                                                    |
| 2003/04 | Друга Група В | 13 з 16   | 30        | 5         | 8         | 17        | 23−56     | 23        | —            | —     | —     | —     | —     | —     | —     | відмова від участі в наступному чемпіонаті         |
| Всього  | Друга         | 4 сезони  | 122       | 47        | 27        | 48        | 158−172   | 121       | >1 сезон     | 1     | 0     | 0     | 1     | 2−3   | 0     |                                                    |

## Відомі футболісти
- Руслан Левига
- / Олег Матвєєв
- Сергій Сизихін